# Табалуга
Табалуга (нем. Tabaluga) — немецкая медиафраншиза, основанная на одноимённом образе вымышленного маленького зелёного дракона.
Образ Табалуги был создан немецким рок-музыкантом Петером Маффаем, композитором детских песен Рольфом Цуковски и автором Грегом Ротшальком. Художник Хельме Хайне придумал рисованный образ персонажа, который с тех пор не менялся.
Табалуга впервые появился в рок-музыкальной сказке «Табалуга и путешествие в Благоразумие» в 1983 году. Этот первый студийный альбом имел большой успех. Впоследствии были выпущены книги Хельме Гейне о приключениях маленького дракона и пять музыкальных альбомов — продолжений («Табалуга и светящееся молчание» (1986), «Табалуга и Лилли» (1993), «Табалуга и подаренное счастье» (2003), «Табалуга и знаки времени» (2011) и «Табалуга: Да здравствует дружба» (2015)). Также появился альбом «Рождество с Табалугой» (2007) в качестве альбома с колядками. Кроме того существовали четыре концертных турне «Табалуга и Лилли» (1994), «Табалуга и подаренное счастье» (2003), «Табалуга и знаки времени» (2012) и «Табалуга: Да здравствует дружба» (2016), каждый из которых был записан на DVD-дисках. В сентябре 1999 года в театре Центр Оберхаузена состоялась премьера мюзикла «Табалуга и Лилли».
В 1996 году австралийская анимационная студия «Yoram Gross Films Studio» (или «Yoram Gross-EM.-TV»), ныне известная как «Flying Bark Productions», выпустила в содружестве с Германией телевизионный мультипликационный сериал о приключениях Табалуги, который с успехом транслировался более чем в 100 странах мира.
На немецком телевизионном канале ZDF в 1997 году было создано детское телешоу «Табалуга тиви» (Tabaluga tivi), транслирующееся уже более 10 лет. На канале ZDF и детском канале KI.KA вышло к настоящему дню более 500 выпусков этого шоу.
6 декабря 2018 года в кинотеатрах состоялась премьера немецкого полнометражного анимационного фильма «Табалуга» (Tabaluga: der Film), основанном на мюзикле «Табалуга и Лилли».

## Книги, музыкальные альбомы, театр

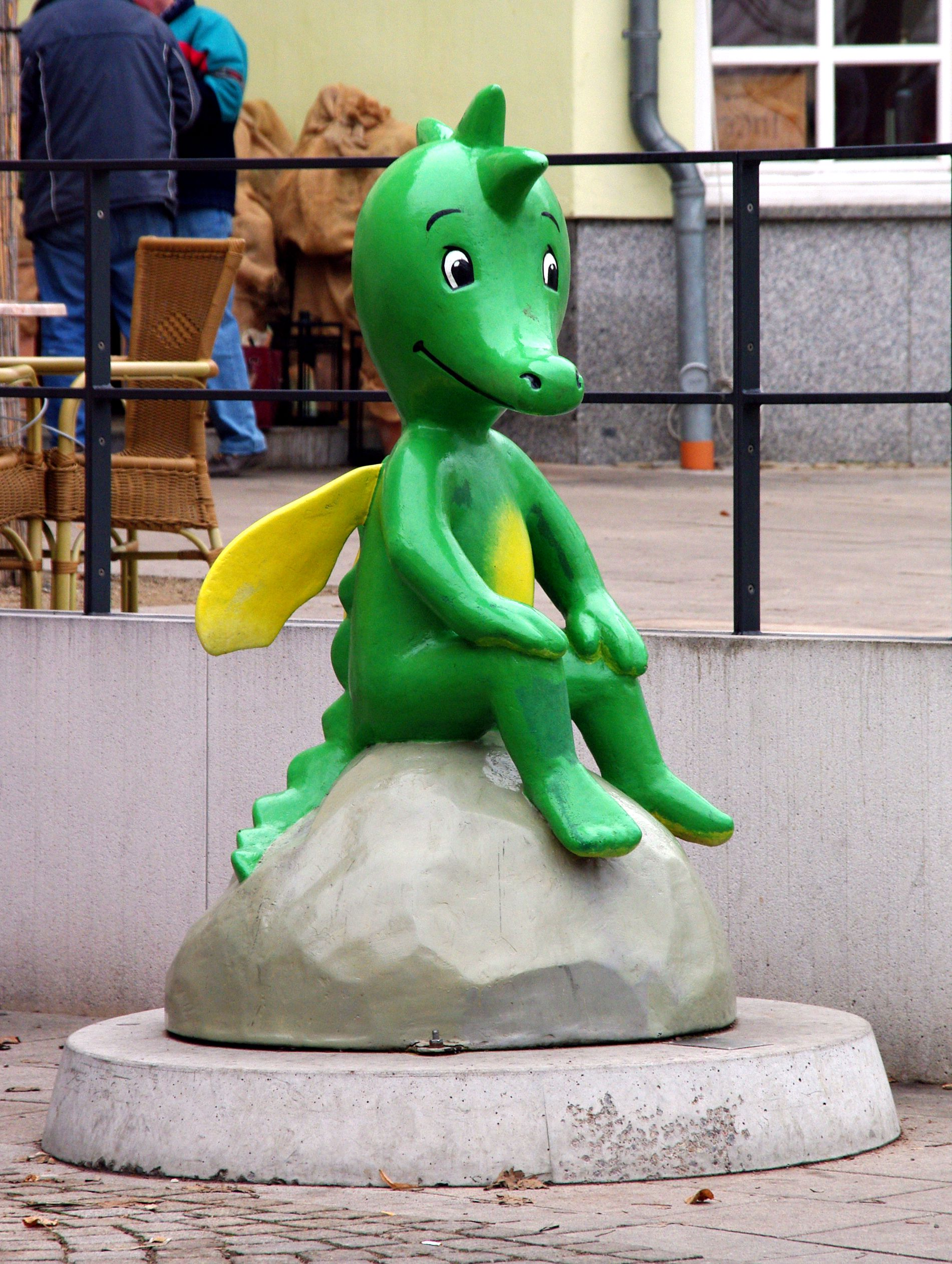
Статуя Табалуги в Эрфурте (Германия)

- 1983: «Табалуга и путешествие в Благоразумие»
- 1986: «Табалуга и светящееся молчание»
- 1988: «Tabaluga and the Magic Jadestone» (английская версия второго альбома)
- 1993: «Табалуга и Лилли»
- 1993: книга Питера Маффая «Табалуга и Лилли» (сборник песен)
- 1994: Турне «Табалуга и Лилли»
- 1994: «Табалуга и Лилли — Live», запись CD
- 1997: «Табалуга Тиви», игровое шоу для детей
- 1997: книга «Табалуга: Самые красивые сказочные истории»
- 1998: книга «Табалуга: Самые красивые детские песни»
- 1998: книга «Табалуга: Самые красивые детские стишки и игры для пальцев»
- 1999: мюзикл «Табалуга и Лилли» в театре Центр Оберхаузена
- 1999: видеоигра «Табалуга» для GameBoy и GameBoy Color
- 1999: почтовая марка «Табалуга»
- 1999: книга «Табалуга: Моя лучшая Рождественская книга»
- 2000: книга «Табалуга: Самые красивые сказки на ночь»
- 2000: книга «Табалуга: Моя самая красивая книга сказок»
- 2003: «Табалуга и подаренное счастье»
- 2003: «Табалуга и Лео: Рождественская история», телевизионный фильм
- 2003: книга Питера Маффая «Табалуга и подаренное счастье»
- 2004: «Табалуга и подаренное счастье», DVD
- 2004: «Табалуга и подаренное счастье», турне
- 2007: «Рождество с Табалугой»
- 2007: 10-летний юбилей «Табалуга Тиви»
- 2011: «Табалуга и знаки времени»
- 2012: «Табалуга и знаки времени», турне
- Табалуга-да здравствует дружба
- 2015: «Табалуга: Да здравствует дружба»
- 2016: «Табалуга: Да здравствует дружба», турне

## Кино и телевидение
- Табалуга (мультсериал, 1996)
- Табалуга (мультфильм, 2018)